# Matt Nolan
Matthew Todd 'Matt' Nolan (Buffalo (New York), 8 juli 1970) is een Amerikaanse acteur en stemacteur. 

## Biografie
Nolan is een broer van scenarioschrijver Ken Nolan
Nolan begon in 1990 met acteren in televisieserie Tour of Duty. Hierna heeft hij nog meerdere rollen gespeeld in televisieseries en films zoals Major Dad (1991), The District (2000), American Dragon: Jake Long (2005-2007), The Replacements (2006-2008), 24 (2009) en The Penguins of Madagascar (2009).

## Filmografie

### Films
Uitgezonderd korte films.
- 2024 Rebel Moon – Part Two: The Scargiver - als Loader
- 2023 Rebel Moon – Part One: A Child of Fire - als Loader
- 2023 Diary of a Wimpy Kid Christmas: Cabin Fever - als stem
- 2023 Bad Hombres - als rechercheur Griff
- 2022 Night at the Museum: Kahmunrah Rises Again - als stem
- 2022  Rodrick Rules - als stem
- 2022 Chip 'n Dale: Rescue Rangers - als Stinsons Dad (stem)
- 2022 MK Ultra - als Dwyer
- 2021 Diary of a Wimpy Kid - als stem
- 2021 Confrontatie - als stem
- 2020 Songbird - als diverse stemmen
- 2019 Frozen II - als diverse stemmen
- 2018 Vice - als spreker Albert
- 2017 Only the Brave - als medici in helikopter
- 2017 Dead Night - als dr. Ransk
- 2016 The Escort - als dronken zakenman
- 2014 Jersey Boys - als monteur
- 2014 ETXR - als agent Greg
- 2012 Stolen - als Tessler
- 2012 Argo - als Peter Genco
- 2012 Chronicle - als Austin (stem)
- 2005 The Dry Spell – als Dude
- 2002 Inside – als Joey
- 2002 Home of the Brave – als kapitein Nelson
- 2001 Ghosts of Mars – als mijnwerker
- 2000 Dancing in September – als Tony
- 1998 Rhinos – als Rick
- 1998 Frank Finds Out – als Frank
- 1997 Taylor's Return – als Taylor
- 1997 Three Women of Pain – als Mike
- 1996 Mother – als verkoper
- 1994 The Disco Years – als Tom
- 1994 Boys Life: Three Stories of Love, Lust, and Liberation – als Tom Peters
- 1991 Sometimes They Come Back – als Billy Sterns

### Televisieseries
Uitgezonderd eenmalige gastrollen.
- 2022 The Rookie - als Dustin - 2 afl.
- 2016 - 2017 Mata Hari - als stem - 12 afl.
- 2014 - 2015 Grimm - als rechercheur Meacham - 3 afl.
- 2010 The Booth at the End - als James - 5 afl.
- 2009 The Penguins of Madagascar – als Mort (stem) – 3 afl.
- 2009 24 – als politie officier – 2 afl.
- 2006 – 2008 The Replacements – als diverse stemmen – 4 afl.
- 2005 – 2007 American Dragon: Jake Long – als Brad (stem) – 25 afl.
- 1991 Major Dad – als Tommy Harris – 3 afl.

### Computerspellen
- 2023 Spider-Man 2 - als stemn
- 2020 Spider-Man: Miles Morales - diverse stemmen
- 2018 Blade Runner: Revelations - als diverse stemmen
- 2017 Call of Duty: WWII - als stem
- 2015 Battlefield Hardline - als stemmen
- 2012 Tom Clancy's Ghost Recon: Future Soldier - als Amerikaanse soldaat
- 2012 Madagascar 3: The Video Game - als Mort
- 2011 Spider-Man: Edge of Time - als Alchemax
- 2011 Tom Clancy's Ghost Recon: Futute Soldier – als USA soldaat (stem)
- 2011 Might & Magic Heroes VI – als Sandor (stem)
- 2010 Kingdom Hearts: Birth by Sleep – als Prins Charming (stem)
- 2008 Madagascar: Escape 2 Africa – als Mort (stem)
- 2006 Superman Returns – als diverse stemmen
- 2004 X-Men Legends – als Havok (stem)

- Library of Congress Control Number: no2017076492
- Virtual International Authority File: 2149149844945002960000
- WorldCat: E39PBJvH8w37VjCqrf3P6XfyVC